# Tonnoira castanea
Tonnoira castanea är en tvåvingeart som beskrevs av Quate och Brown 2004. Tonnoira castanea ingår i släktet Tonnoira och familjen fjärilsmyggor. Inga underarter finns listade i Catalogue of Life.